# Luki Botha
Lukas „Luki“ Botha (* 16. Januar 1930 in Pretoria; † 1. Oktober 2006) war ein südafrikanischer Autorennfahrer.

## Karriere
Botha fuhr in den frühen 1960er Jahren Monoposto-Rennen in Rhodesien und Südafrika. Ende 1966 wurde er Zweiter beim Großen Preis von Rhodesien auf einem Brabham BT11. Nur drei Wochen später hatte er seinen ersten und einzigen Einsatz in der Formel 1. Beim Großen Preis von Südafrika 1967 in Kyalami startete er auf einem Brabham BT17-Climax, den er als Privatier meldete. Das Rennen verlief wenig erfreulich, da Botha nach einer Startkollision 20 Runden zur Reparatur in der Box verbrachte. Er war am Schluss des Rennens noch im Feld unterwegs, wurde aber wegen zu großen Rückstands auf den Sieger nicht gewertet.
1968 tauschte Botha den Climax-Motor gegen ein Repco-Triebwerk und fuhr weiter Rennen in den Ländern im Süden Afrikas. Ein schwerer Unfall bei einer Rennveranstaltung in Mosambik beendete im selben Jahr die Karriere. Neun Zuschauer starben, als Botha die Herrschaft über den Brabham verlor und sich von der Strecke drehte. Botha blieb unverletzt, aber Rennen fuhr er nicht mehr.
Nach dem Ende seiner Rennkarriere arbeitete Botha als Zivilingenieur in Soweto und kehrte in den 1990er-Jahren nach Südafrika zurück. Er ließ sich mit seiner Familie in seiner Heimatstadt Pretoria nieder, wo er bis zu seinem Tod im Oktober 2006 lebte.